# Maná (Corozal)
Maná es un barrio ubicado en el municipio de Corozal en el estado libre asociado de Puerto Rico. En el Censo de 2010 tenía una población de 2093 habitantes y una densidad poblacional de 209,25 personas por km².

## Geografía

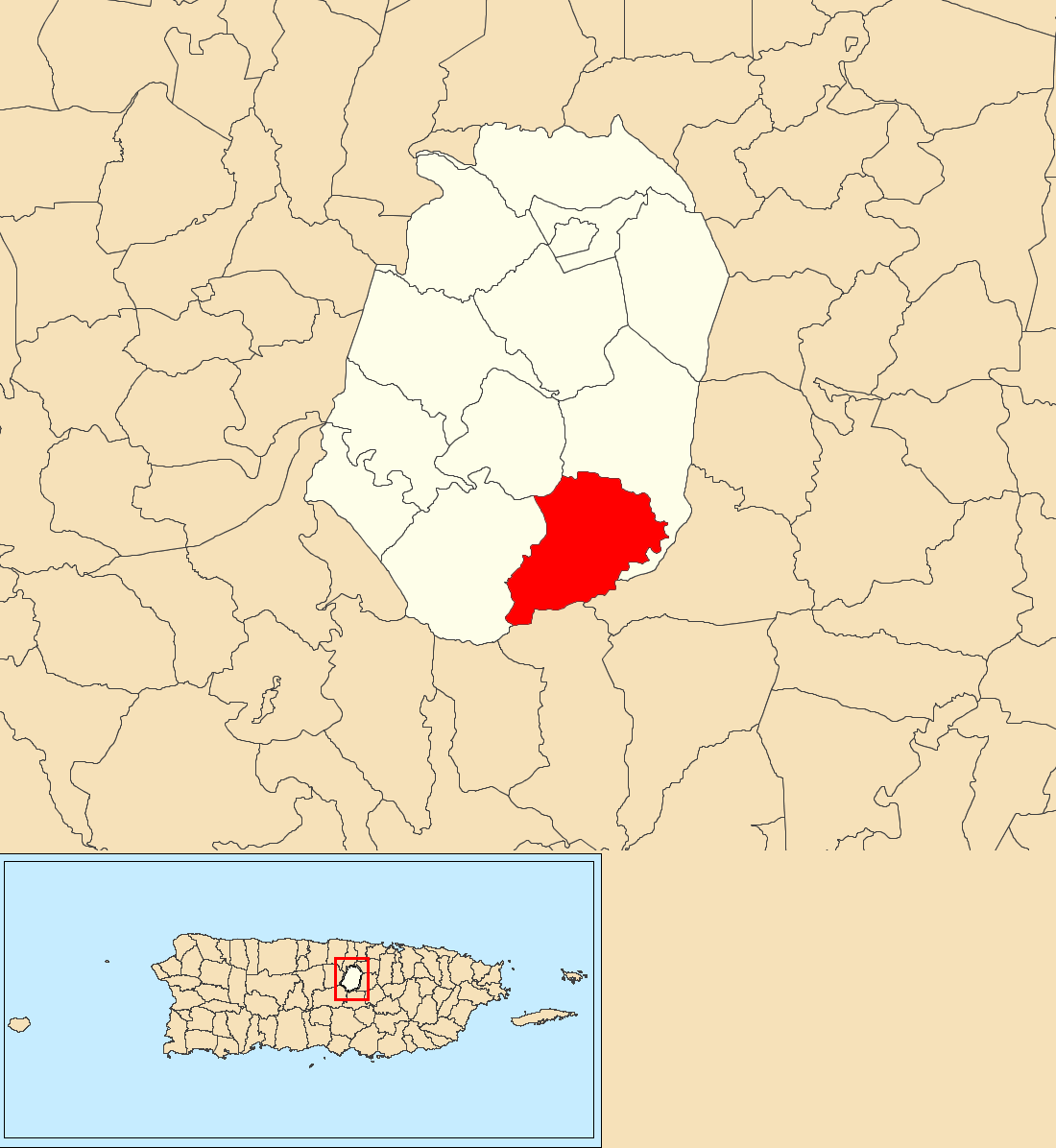
Ubicación de Maná en Corozal

Maná se encuentra ubicado en las coordenadas 18°15′56″N 66°18′33″O / 18.26556, -66.30917. Según la Oficina del Censo de los Estados Unidos, Maná tiene una superficie total de 10 km², que corresponden a tierra firme.

## Demografía
Según el censo de 2010, había 2093 personas residiendo en Maná. La densidad de población era de 209,25 hab./km². De los 2093 habitantes, Maná estaba compuesto por el 88.68% blancos, el 3.82% eran afroamericanos, el 0.05% eran amerindios, el 0.1% eran asiáticos, el 6.78% eran de otras razas y el 0.57% pertenecían a dos o más razas. Del total de la población el 99.24% eran hispanos o latinos de cualquier raza.